# 徒单思忠 (尚书右丞)
徒單思忠（?—?），金朝末年大臣，官至尚书右丞。他喜欢用麻椎打人，号称“麻椎相公”。
贞祐三年（1215年）十月初三，金宣宗任命御史中丞徒单思忠为参知政事。十一月十三，西夏攻打绥德克戎寨、绥平，金军将西夏击败。赏有功将士告捷之人。徒单思忠上奏：“现在上书都是一些细节琐事，请求不送到尚书省，只派近侍局裁决可否实行。”金宣宗说：“如果这样，是堵塞言路。凡关系国家之事，岂能不通过尚书省？”贞祐四年（1216年）九月初九，金宣宗命徒单思忠提控镇抚京师开封府，移剌周剌阿不屯守关、陕。
兴定二年（1218年）六月，派遣高汝砺、徒单思忠祷雨。十二月初七，命徒单思忠求雪，不久天降大雪。兴定三年（1219年）七月，遣单思忠因为地震的缘故，到上清宫祭地祇。十月廿一，里城工程完毕工，百官称贺。在便殿会宴宰臣。提升右丞侯挚官一阶，赐右丞相术虎高琪、左丞高汝砺、参知政事徒单思忠各一金鼎，重币三。
兴定五年（1221年）三月十一，参知政事徒单思忠进升为尚书右丞、兼修国史，以太子詹事仆散毅夫为参知政事。元光元年（1222年）三月，尚书右丞徒单思忠把病马送到官厩，冒取高价，御史弹劾，有司认为他监主自盗当死，宣宗顾惜大体，把他贬为陈州防御使。